# 临沂四中
山东省临沂第四中学（英语：Linyi No.4 High School of Shandong Province ），简称临沂四中，是山东省临沂市兰山区的一所全日制公立高中。创建于1973年，先后设立5个校区，2006年改组后仅保留南坊校区。2012年又与北京师范大学、兰山区政府、恒弘置业共同创办了西城校区，2019年，临沂四中新校区投入建设，于2020年投入使用。现有高中三个年级和一个国际部。2012年起，临沂四中开始逐步推行“衡中模式”，加强规范化、严格化教育，取得了一定的成效，也引起了一些争议。2020年高考中，临沂四中特殊类型招生控制线累计进线526人，综合成绩在兰山区直属学校中位居前列。35°06′51″N 118°21′06″E / 35.1142519211°N 118.3517937005°E

## 历史
- 1973年，临沂第四中学成立。
- 2002年，临沂四中成为临沂市唯一一所国务院利用国债投资重点加强的优质高中。
- 2012年，临沂四中开设“国际部”，临沂四中国际部由此成为临沂市唯一一家省教育厅批准、国家教育部备案的中外合作班。[5]
- 2017年，临沂四中正式成立“拔萃班”。
- 2019年，临沂四中成为山东大学优秀生源输送基地，并于10月18日举行揭牌仪式。[6]
- 2021年，临沂四中西校区正式启用。[7]

## 校园

### 主要建筑[8]
- 守正楼（办公楼）
- 致远楼（拔萃部）
- 树仁楼
- 尚义楼
- 明礼楼
- 启智楼
- 立信楼
- 至善楼
- 体育馆
- 综合楼

### 其他建筑
- 求真楼
- 艺体楼
- 会议楼
  - 二号报告厅
- 器械库房
- 学生公寓
  - 高一男生宿舍
  - 高一女生宿舍
  - 高二男生宿舍
  - 高二女生宿舍
  - 高三男生宿舍
  - 高三女生宿舍
  - 高一高二国际部男生宿舍
  - 高一高二国际部女生宿舍

### 配套设施
- 餐厅
- 体育设施
  - 400m田径场
  - 篮球场×6
  - 网球/羽毛球场×3
  - 乒乓球台×6
  - 室内健身中心
- 专业教室
  - 生物实验室×4
  - 化学实验室×4
  - 物理实验室×4
  - 电子阅览室×4
  - 音乐教室×3
  - 美术教室×3
- 图书馆室
  - 学生阅览室
  - 教师阅览室
  - 学生自修室
  - 级部图书角
- 校园公园
- 门卫岗亭

## 理念
- 校训：守正出新，志行高远。
- 育人理念：打造师生幸福的精神家园，创办持久恒新的品牌名校。
- 育人策略：尊重人格，挖掘潜能，承认差别，彰显个性。

## 争议

### “自愿”补课
临沂四中自2012年引进“衡中模式”后，多次因强制学生在假期时间补课、征收补课费而被举报。2014年，《齐鲁晚报》以专题报道的形式曝光了临沂四中在多个地点开设的补习班，引发社会关注。补习班多为原班老师和学生组成，在假期中按正常的在校课程进度上课，实行严格的管理。临沂四中的学生向记者反映补课并非“自愿”，而受访家长则对临沂四中的补课行为表示支持。一位不愿透露姓名的老师说，每到暑假，几乎所有高中都会组织补课，转移学生、租地补课、合作机构等各种形式都有，补课是面对竞争压力的不得已之举。临沂四中则解释称，老师在外给学生补课“是学校家长委员会的要求”，老师是义务给学生补课，不收补习费，不以盈利为目的。
但有媒体指出，2014年7月山东省教育厅公布的《关于2014年规范教育收费治理教育乱收费工作的实施意见》中已明确禁止以家委会形式组织学生有偿补课，临沂四中办公室刘老师在受访时承认“省里早有规定不得给学生补课”，但也坚称临沂四中从没有补课过，更别说强制学生补课，“学生自己找辅导班倒是有的。”校长庄汉进也对媒体表示，“这是学校家委会组织老师对学生进行的义务补课，跟学校没关系”。
兰山区教体局也表示，如果临沂四中是组织学生集体补课，这是绝对不允许的，他们落实情况后将对学校做出处罚。但另一位教育部门工作人员在私下里承认当地教育部门实际对补课现象不闻不问，“都是睁一只眼闭一只眼，学校只要不是太过分，一般都不会管了”。
2014年12月18日，百度贴吧中出现一条名为“大家快来围观我们主任给我同学回的短信”的帖子，发帖人“吊儿郎当的过活”称临沂四中每年寒暑假都违规补课，要求学生必须花钱去上辅导班，并以短信截屏为证，涉事教师李宝怀则晒出运营商的短信清单反驳。李宝怀的朋友“rainlysz”则在接受澎湃新闻采访时称之为“诬陷”，李宝怀本人则怀疑此事是因为“一些私人的辅导机构，因招不到四中的学生而怀恨在心，进行恶意报复”，并向当地公安部门报案。

### “空调费”事件
据中国青年网报道，山东临沂四中暑假期间于7月21－8月21日对学生进行补课，每名学生需缴纳补课费、空调费共980元，电费另算。中国青年网调查后于7月18日进行了报道，引发关注。次日，临沂市有关部门与中国青年网联系，称报道不实，有偿补课不存在，相关学校只是暑期开放教室等自习。7月19日临沂四中发布《说明》，7月20日兰山区教育体育局发布通报，均否认存在有偿补课、收空调费等问题。临沂四中的《说明》指出，“补课”实为“自修”，学生自修是完全自愿行为，学校不收取任何学生的补课费。学校未发现任何班级存在收费问题。空调是家委会发动条件较好的家庭捐资购买，眼下学校决定不再接受捐赠。
截至2017年12月1日，临沂四中教学楼的空调已经全部安装完毕，并且没有对学生和家长进行任何形式的收费。